# 11583 Breuer
11583 Breuer è un asteroide della fascia principale. Scoperto nel 1994, presenta un'orbita caratterizzata da un semiasse maggiore pari a 2,9825830 UA e da un'eccentricità di 0,1431356, inclinata di 4,80990° rispetto all'eclittica.